# Väster-Långedsjön
Väster-Långedsjön är en sjö i Sundsvalls kommun i Medelpad och ingår i Ljungans huvudavrinningsområde. Sjön har en area på 0,273 kvadratkilometer och ligger 138,1 meter över havet. Sjön avvattnas av vattendraget Linån. Vid provfiske har abborre, gers, gädda och mört fångats i sjön.

## Delavrinningsområde
Väster-Långedsjön ingår i det delavrinningsområde (690664-155213) som SMHI kallar för Utloppet av Väster-Långedsjön. Medelhöjden är 252 meter över havet och ytan är 17,58 kvadratkilometer. Det finns inga avrinningsområden uppströms utan avrinningsområdet är högsta punkten. Linån som avvattnar avrinningsområdet har biflödesordning 3, vilket innebär att vattnet flödar genom totalt 3 vattendrag innan det når havet efter 41 kilometer. Avrinningsområdet består mestadels av skog (83 procent). Avrinningsområdet har 0,36 kvadratkilometer vattenytor vilket ger det en sjöprocent på 2 procent.